# Коледж Джорджа Брауна

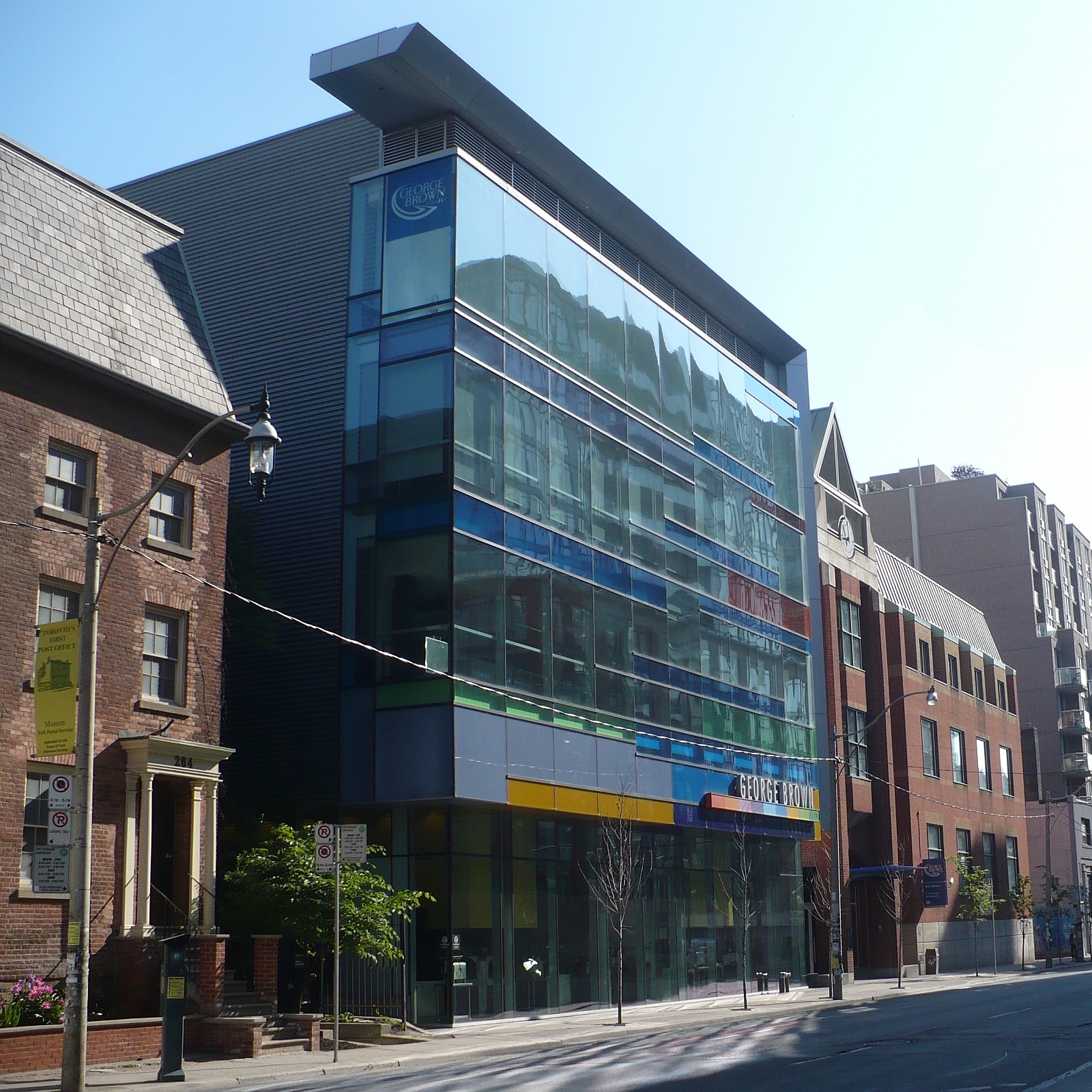
Школа шеф-кухарів коледжу Джорджа Брауна

Коледж прикладного мистецтва та технології Джорджа Брауна — державний, повністю акредитований коледж прикладного мистецтва та технології, що має 3 кампуси в центрі Торонто (Онтаріо, Канада). Як і багато інших коледжів Онтаріо, GBC був заснований в 1966 урядом Онтаріо і відкритий в наступному році.

## Програми
Пропонує широкий спектр програм у галузі мистецтва та дизайну, бізнесу, громадських послуг, дошкільної освіти, будівельних та інженерних технологій, наук про здоров'я, готельно-туристського та кулінарного мистецтва, підготовчих досліджень, а також спеціалізованих програм та послуг для недавніх іммігрантів та міжнародних студентів.
Пропонує 35 дипломних програм, 31 програму просунутих дипломів, а також вісім програм на здобуття ступеня, у тому числі одну у співпраці з Університетом Раєрсона. Пропонує такі ступені:
- Бакалавр перекладу - американська жестова мова - англійська [3]
- Бакалавр прикладного мистецтва - лідерство в ранньому дитинстві
- Дошкільна освіта (послідовний диплом/ступінь)
- Бакалавр наук у сестринській справі
- Бакалавр комерції - фінансові послуги
- Бакалавр комерції - кулінарний менеджмент
- Бакалавр прикладного бізнесу - готельний бізнес
- Бакалавр технології - управління будівництвом [4]

Налічується близько 25 888 студентів денної форми навчання, у тому числі 3 553 іноземних студентів, а також 3 729 студентів, зайнятих неповний робочий день, та 62 840 студентів, які навчаються за програмою безперервної освіти.
Також має 15 000 студентів, які навчаються за системою дистанційної освіти, які перебувають у більш ніж 35 країнах. Найпопулярніша програма дистанційного навчання, пропонована коледжем, - це відзначена нагородами програма дистанційного навчання  «Технік-електронник», розроблена доктором Коліном Сімпсоном.